# Raid sur Saratoga
Troisième Guerre intercoloniale
Batailles
- Raid sur Canseau
- Annapolis Royal (1er)
- Annapolis Royal (2e)
- Port-Toulouse
- Louisbourg
- Île Saint-Jean
- Saratoga
- Expédition d'Anville
- Fort Massachusetts
- Grand-Pré
- Fort no 4

Le raid sur Saratoga est une attaque menée par des troupes françaises et indiennes contre l'établissement britannique de Saratoga le 28 novembre 1745, pendant la Troisième Guerre intercoloniale. Conduites par Paul Marin de la Malgue, les troupes alliées, fortes de 600 hommes, brûlent l'établissement, tuant une trentaine d'hommes et faisant entre 60 et 100 prisonniers.

## Sources et bibliographie
- (en) Cet article est partiellement ou en totalité issu de l’article de Wikipédia en anglais intitulé « Raid on Saratoga » (voir la liste des auteurs).
- (en) Joseph L. Peyser, Jacques Legardeur de Saint-Pierre: officer, gentleman, entrepreneur, p. 75
- (en) Francis Parkman, A half-century of conflict: France and England in North America, Volume 2